# Rue de l'Oasis
La rue de l'Oasis est une voie de Toulouse, chef-lieu de la région Occitanie, dans le Midi de la France.

## Situation et accès

### Description
La rue de l'Oasis est une voie publique. Elle se trouve dans le quartier de la Croix-de-Pierre, dans le secteur 2 - Rive gauche.
Elle naît dans le prolongement de la rue de l'Ourcq, au niveau de la place Yvonne-Lucienne-Curvale. Elle est longue de 145 mètres, rectiligne et d'une largeur régulière de 10 mètres, orientée à l'ouest. Elle donne naissance à l'allée des Lavandières, puis se termine au carrefour de l'avenue Henri-Barbusse.
La chaussée compte une seule voie de circulation automobile à double-sens. Elle est définie commune zone 30 et la vitesse y est limitée à 30 km/h. Il n'existe pas d'aménagement cyclable.

### Voies rencontrées
La rue de l'Oasis rencontre les voies suivantes, dans l'ordre des numéros croissants (« g » indique que la rue se situe à gauche, « d » à droite) :
1. Rue de l'Ourcq
2. Allée des Lavandières (d)
3. Avenue Henri-Barbusse

### Transports
La rue de l'Oasis n'est pas directement desservie par les transports en commun. Elle est cependant proche de la route d'Espagne et de l'avenue de Muret, où se trouvent les arrêts des lignes de Linéo L4L5 et de bus 152.
La station de vélos en libre-service VélôToulouse la plus proche est la station no 190 (39 route d'Espagne).

## Odonymie
La rue est nommée, par fantaisie, en référence à une oasis. Ce nom s'explique par le choix d'odonymes commençant par O pour les rues tracées dans tout le lotissement Duboul.

## Patrimoine et lieux d'intérêt
- no  7 : maison (vers 1940)[2].
- no  9 : maison (vers 1940)[3].